# En dag i Ivan Denisovitjs liv
En dag i Ivan Denisovitjs liv (ryska: Один день Ивана Денисовича; Odin den Ivana Denisovitja) är en roman från 1962 av Aleksandr Solzjenitsyn.
Historien utspelar sig i ett sovjetiskt arbetsläger under 1950-talet. Berättelsen behandlar en dag från morgon till kväll för Ivan Denisovitj, oftare kallad "Sjuchov". Den publicerades ursprungligen i tidskriften Novy Mir 1962 men blev senare tillgänglig i bokform.

## Handling
Ivan Denisovitj Sjuchov har dömts till tio års straffarbete i arbetsläger, anklagad för att ha varit spion efter att ha tillfångatagits av tyskarna under andra världskriget.
Dagen börjar med att Sjuchov vaknar upp sjuk. Eftersom han har vaknat för sent skickas han till vakthuset för att skura det. När han är klar med städningen går han till sjukstugan för att rapportera att han är sjuk, men läkaren får inte sjukskriva fler arbetare så Sjuchov måste arbeta i vilket fall som helst.
Sättet att överleva är beroende på hur man skapar sig en pålitlig kamratkrets, och tillsammans håller stången mot det sovjetiska lägersystemet.
Romanen lyfter även fram de absurt långa strafftider som fångarna dömdes till, ofta mellan 30 och 40 år, och där strafförlängning ofta användes som ytterligare bestraffning vid lägerbrott.